# Submarí Souffleur (Q116)
El Souffleur va ser un submarí de classe Requin de la Marine nationale, construït a mitjans de la dècada del 1920.

## Disseny
De 78 metres d'eslora, amb una mànega de 6,8 m i un calat de 5,1 m, els submarins de la classe Requin podien submergir-se fins a 80 m (260 peus).
El submarí tenia un desplaçament a la superfície de 1.150 tones llargues (1.168 t) i un desplaçament submergit de 1.441 tones llargues (1.464 t).
La propulsió a la superfície era proporcionada per dos motors dièsel de 2.900 CV (2.163 kW) i dos motors elèctrics de 1.800 CV (1.342 kW). La propulsió elèctrica dels submarins li permetia assolir velocitats de 9 nusos (17 km/h; 10 mph) mentre estava submergit i 15 nusos (28 km/h; 17 mph) a la superfície. La seva autonomia a la superfície era de 7.700 milles nàutiques (14.300 km) a 9 nusos (17 km/h) i 4.000 milles nàutiques (7.400 km) a 12 nusos (22 km/h), amb una autonomia submergit de 70 milles nàutiques (130 km/h). ) a 5 nusos (9,3 km/h).

## Història
El Souffleur (Q-116) pertanyia a la classe Requin dissenyada per l'enginyer naval Roquebert (Sisè Programa 1922), la construcció del qual pertanyia al Tram del Programa Naval 23 de 1922. La construcció va ser autoritzada el 14 d'abril de 1922, se li va col·locar la quilla a l'Arsenal de Cherbourg el 19 d'octubre de 1922 i va ser avarat l'1 d'octubre de 1924. El Souffleur es va equipar per a proves de mar el 10 d'octubre de 1924, amb proves d'acceptació que van tenir lloc l'11 de juny de 1925, i la unitat va entrar en servei el 10 d'agost de 1926. De 1926 a 1939 el submarí va formar part del 6è Esquadró de Submarí (ESM).
El 4 de juliol de 1928 es trobava a Rouen en ocasió de la visita del president Doumergue.
A partir de 1930, el Souffleur i altres submarins estaven equipats amb un parell d'hidròfons a la part davantera de la vareta que tenia un abast de 8.000 m en un radi de 2°. El 15 d'octubre de 1935 el Souffleur va entrar als Chantiers de la Loire a Saint Nazaire per fer grans tasques de manteniment, que van començar el 28 del mateix mes.
Es va dur a terme la galvanització dels dipòsits de llast, la soldadura dels dipòsits de combustible externs, la instal·lació d'una antena periscopi en lloc del periscopi d'emergència, la retirada dels dipòsits interns 7 i 8 i la retirada dels 2 torpedes de reserva a la cambra de llançament frontal.La revisió dels motors elèctrics va ser encarregada a CGE Nancy, la dels motors dièsel a Schneider, i la de l'aparell radiotelegràfic a Loire Saint-Denis.
Va dur a terme proves de mar el 19 de juliol de 1937 i va tornar al servei actiu el 26 de novembre del mateix any. El 5 de juny de 1937 l'Almirallat francès va decidir reorganitzar les forces submarines i va decidir dur a terme un llarg creuer per tal de provar homes i materials. El Souffleur i el Caïman van navegar cap al Mar Roig. El 1939 va navegar entre Aden, Port Said, Beirut i Bizerta.
En esclatar la Segona Guerra Mundial, l'1 de setembre de 1939, el Souffleur formava part de la 9a Divisió Submarina (DSM), sota el 5è Esquadró de Submarins (ESM) de la 4a Flotilla de Premar IV a Bizerta. Unitats de la 9a Divisió Submarina (DSM) van arribar a Casablanca per dur a terme la vigilància de les Illes Canàries, per tal d'evitar que els vaixells alemanys hi arribessin. El 20 de març de 1940, el tinent Benoit Lejay va assumir el comandament del Souffleur , en substitució del tinent Bazoche.
El juny de 1940, en previsió de l'entrada en guerra del Regne d'Itàlia, la 9è DSM, sota les ordres de l'almirall Esteva, va operar al golf de Gabès.Després de l'esclat de les hostilitats, el Souffleur , sota el comandament del tinent Benoit Lejay, va marxar juntament amb el Morse per rellevar els cinc submarins que van salpar el 10 de juny. El 22 de juny, el comandant Lejay va escriure un informe on destacava la dificultat de recarregar les bateries dels acumuladors.
El juny de 1940, en previsió de l'entrada en guerra del Regne d'Itàlia, la 9è DSM, sota les ordres de l'almirall Esteva, va operar al golf de Gabès.Després de l'esclat de les hostilitats, el Souffleur , sota el comandament del tinent Benoit Lejay, va marxar juntament amb el Morse per rellevar els cinc submarins que van salpar el 10 de juny. El 22 de juny, el comandant Lejay va escriure un informe on destacava la dificultat de recarregar les bateries dels acumuladors.
Amb l'entrada en vigor de l'armistici amb Alemanya el 25 de juny, totes les unitats del 9è DSM van arribar a la base naval de Bizerta on van ser desarmades.
El Caïman (Cdt Jean Baptiste Abel Golse), el Souffleur i el Marsouin (Cdt Briand) van ser rearmats precipitadament el febrer de 1941, en vista de la invasió de Síria i el Líban per les forces britàniques, assignates a la força naval de la Divisió del Llevant per a la defensa de l'Imperi francès. El 8 d'abril les tres unitats van sortir de Bizerta, escortades pel destructor Élan, i van arribar a Beirut una setmana més tard.
El 8 de juny de 1941 les forces britàniques i franceses lliures van entrar a Síria a les 2:00 am, recolzades al llarg de la costa per vaixells britànics sota el comandament del vicealmirall Philip King Enright. Els tres submarins van ser enviats en una missió per contrarestar les unitats enemigues. El Marsouin i el Souffleur es van dirigir cap als sectors 2 i 3 de Tir i Saïda. El dia 9 el Caïman va resultar greument danyat.
A les 12:45 del 10 de juny, el comandant Lejay va disparar un torpede contra el creuer lleuger Phoebe prop de Tir, però va fallar.
El 25 de juny, el Souffleur navegava a la superfície a una velocitat de 7 nusos per recarregar les seves quan va ser sorprès pel submarí britànic HMS Parthian. a 2 o 3 milles nàutiques de terra entre Ras Damour i Ras Beirut, a la posició 33° 49′ N, 35° 26′ E / 33.817°N,35.433°E, a les 12:48. El Parthian va llançar una salva de 4 torpedes , que van ser albirats i l'alferes Morange va intentar maniobrar per evitar l'artilleria, dels quals només un va colpejar el Souffleur a l'alçada del canó de 100 mm. L'explosió va tallar el submarí en dos i es va enfonsar immediatament. Cinc homes presents a la torreta van aconseguir salvar-se i van aconseguir nedar fins a la costa, que es trobava a 4.000 m. El mariner de torpedes André Montagne no hi va arribar i es va ofegar. De la tripulació, es van salvar els mariners Fernand Brazy, Fernand Bruno, Marius Carlon i l'intendent Joseph Corbel, mentre que les víctimes van ser 52 en total.
El comandant Lejay i la tripulació del Souffleur van ser esmentats a l'ordre del dia pel contraalmirall Pierre Gouton. El naufragi, que es troba a una profunditat de 57 m, va ser descobert a la dècada de 1970 i explorat el 1994.